# Вальватиды
Вальватиды (лат. Valvatida) — отряд беспозвоночных из класса морские звёзды (Asteroidea) типа иглокожие (Echinodermata), в котором содержится 695 видов в 165 родах в 14 семействах. Отряд охватывает как крошечные виды с диаметром в несколько сантиметров из рода Asterina, так и виды, которые могут достигать 75 см из рода Thromidia. Почти все виды этого рода имеют 5 лучей.
Снабжены присосками на амбулакральных ножках несколькими широкими краевыми пластинками; некоторые виды имеют паксиллы, педицеллярии не на стебельках (сидячие), с двумя створками. Тело часто жёсткое, пятиугольное. Питаются экстраорально (способны выворачивать желудок).

## Классификация
В отряде вальватид 17 семейств: 
- Acanthasteridae — Акантастериды
- Archasteridae — Архастериды
- Asterinidae — Астериниды
- Asterodiscididae
- Asteropseidae
- Chaetasteridae
- Ganeriidae
- Goniasteridae — Гониастериды
- Leilasteridae
- Mithrodiidae
- Odontasteridae
- Ophidiasteridae — Офидиастериды
- Oreasteridae — Ореастериды
- Podosphaerasteridae
- Poraniidae
- Solasteridae
- † Sphaerasteridae

## Фото
- Culcita novaeguineae
- Protoreaster linckii